# Bongcloudopening
De Bongcloudopening of Bongcloud is een schaakopening die bestaat uit de zetten 1. e4, e5 gevolgd door 2. Ke2?.
De Bongcloud is een grap die ontstaan is in de online-schaakwereld. Objectief gezien is de opening zeer slecht, waardoor de speler na de eerste zet al bijna verloren staat. Twitch-streamers zoals grootmeester Hikaru Nakamura hebben deze opening gebruikt in online blitzschaak. Ook is het gebruikt in partijen tegen tegenstanders van hoog niveau, bijvoorbeeld tegen wereldkampioen schaken Magnus Carlsen.
De naam is ook toegepast op andere openingen waarbij de koning beweegt in de tweede zet.

## Oorsprong van de naam
Men vermoedt dat de naam van de opening komt van Chess.com-gebruiker "Lenny_Bongcloud", die de opening met weinig succes gebruikte. De naam is een verwijzing naar een waterpijp, ook wel bong, die wordt gebruikt om onder andere cannabis te roken.
De Bongcloud gaat tegen alle conventionele schaakprincipes in. De koning blokkeert op e2 de loper en door de koning te bewegen kan er niet meer worden gerokeerd. Het verliest tempo en doet niks om de stelling te verbeteren. Op Twitter werd de opening om deze redenen beschreven als een "belediging voor het schaken" door Nigel Short, een Engelse grootmeester.

## De bongcloud in het professioneel schaken
Grootmeester Hikaru Nakamura heeft de Bongcloud gebruikt in online blitz. Hij streamde zichzelf op een nieuwe account op Chess.com waarop hij exclusief de Bongcloud speelde. Op dit account bereikte hij een rating van 3000. Ook speelde Nakamura de opening in toernooien, bijvoorbeeld in 2018 tijdens het Chess.com Speed Chess Championship, waarbij Nakamura drie keer tegen grootmeester Levon Aronian de Bongcloud gebruikte. Hij won een van deze partijen en verloor de andere twee. Nakamura speelde de Bongcloud ook tegen de grootmeesters Vladimir Dobrov en Wesley So tijdens het Speed Chess Championship 2019. Hij won beide partijen. Verder won Nakamura met de opening op 19 september 2020 tegen de grootmeester Jeffery Xiong in de laatste ronde van het online St. Louis Rapid and Blitz-toernooi.
Een ander voorbeeld is een van de partijen tussen Hikaru Nakamura en Magnus Carlsen in de Magnus invitational in 2021. In deze partij speelden de twee grootmeesters een dubbele Bongcloud (1.e4, e5 2.Ke2, Ke7) omdat het resultaat van de partij verder niet uitmaakte voor het toernooi. De partij eindigde in remise door herhaling van zetten.
Naast de overduidelijke nadelen van de Bongcloud is er wel een noemenswaardige psychologische impact. Een voorbeeld hiervan is de overwinning van Carlsen op Wesley So in een blitz-toernooi in 2020 waar hij 1.f3 (de Barnes-opening) speelde, gevolgd door 2. Kf2 – een variatie op de traditionele Bongcloud. Na de partij vertelde So dat het verliezen tegen deze opening een grote impact op hem had.